# Calanus simillimus
Espèce
Calanus simillimus est une espèce de crustacés copépodes de la famille des Calanidae, faisant partie du zooplancton.